# Asiagomphus coreanus
Asiagomphus coreanus là loài chuồn chuồn trong họ Gomphidae. Loài này được Doi & Okumura mô tả khoa học đầu tiên năm 1937.